# Brachystelma rangacharii
Brachystelma rangacharii là một loài thực vật có hoa trong họ La bố ma. Loài này được Gamble mô tả khoa học đầu tiên năm 1922.